# Друга лига Србије у америчком фудбалу 2017.
Друга лига Србије у америчком фудбалу 2017. је шесто издање другог ранга такмичења у америчком фудбалу у Србији. Сезона је почела 2. априла и у њој учествује шест тимова. Реорганизацијом лига, други ранг такмичења променио је име из Прве лиге у Другу лигу, како се од 2015. године назива.

## Клубови
У лиги учествује шест клубова у једној групи.
| Тимови | Блек хорнетси Јагодина Вајлд догси Нови Сад Голден берси Бор Ејнџел вориорси Чачак Мамутси Кикинда Пастуви Пожаревац |

## Систем такмичења
У лиги учествује шест клубова који се налазе у јединственој групи. Игра се по једнокружом систему свако са сваким. Победник Друге лиге иде директно у Прву лигу 2017. године, а другопласирани игра баража против седмопласираног из Прве лиге. Последњепласирани тим у лиги испада игра бараж са другопласираним тимом из Треће лиге. Сезона је почела 4. априла и траје до 18. јуна. Бараж за попуну Прве лиге се игра игра 25. јуна, а за попуну Друге лиге 2. јула 2017. године.

## Промене у односу на претходну сезону
За разлику од претходне сезоне, лига броји један клуб мање, па ће се за улазак у виши ранг ове године такмичити шест клубова. Прошле године у Прву лигу се пласирала екипа Целтиси Сомбор, а у Трећу лигу су испали Пајратси Земун. У Другу лигу су се пласирали Вајлд догси Нови Сад и Голден берси Бор. Лавови Вршац обавестили су комесара за такмичење „да ове сезоне неће имати сениорску екипу, већ ће се позабавити омладинским погонима”. Из истих разлога прошлогодишњи прволигаш Императори Ниш требало је да се ове године такмиче у Другој лиги одустали су од такмичења и ове сезоне ће играти у Трећој лиги, јер имају жељу да подмладе екипу.

## Резултати[2][3]
1. коло
| Датум         | Клуб                  | Клуб                   | Резултат |
| ------------- | --------------------- | ---------------------- | -------- |
| 2. април 2017 | Ејнџел вориорси Чачак | Блек хорнетси Јагодина | 6:45     |
| 2. април 2017 | Пастуви Пожаревац     | Вајлд догси Нови Сад   | 27:7     |
| 2. април 2017 | Мамутси Кикинда       | Голден берси Бор       | 12:14    |

2. коло
| Датум          | Клуб                 | Клуб                   | Резултат |
| -------------- | -------------------- | ---------------------- | -------- |
| 23. април 2017 | Мамутси Кикинда      | Пастуви Пожаревац      | 41:0     |
| 23. април 2017 | Голден берси Бор     | Блек хорнетси Јагодина | 9:18     |
| 4. јун 2017    | Вајлд догси Нови Сад | Ејнџел вориорси Чачак  | 0:32     |

3. коло
| Датум        | Клуб                   | Клуб                 | Резултат |
| ------------ | ---------------------- | -------------------- | -------- |
| 7. мај 2017  | Блек хорнетси Јагодина | Вајлд догси Нови Сад | 45:0     |
| 7. мај 2017  | Пастуви Пожаревац      | Голден берси Бор     | 0:22     |
| 14. мај 2017 | Ејнџел вориорси Чачак  | Мамутси Кикинда      | 28:34    |

4. коло
| Датум        | Клуб              | Клуб                   | Резултат   |
| ------------ | ----------------- | ---------------------- | ---------- |
| 20. мај 2017 | Мамутси Кикинда   | Блек хорнетси Јагодина | 13:21      |
| 21. мај 2017 | Пастуви Пожаревац | Ејнџел вориорси Чачак  | 9:30       |
| 28. мај 2017 | Голден берси Бор  | Вајлд догси Нови Сад   | 35:0 (ср.) |

5. коло
| Датум        | Клуб                   | Клуб              | Резултат |
| ------------ | ---------------------- | ----------------- | -------- |
| 11. јун 2017 | Блек хорнетси Јагодина | Пастуви Пожаревац | 46:7     |
| 11. јун 2017 | Вајлд догси Нови Сад   | Мамутси Кикинда   | 0:22     |
| 18. јун 2017 | Ејнџел вориорси Чачак  | Голден берси Бор  | 6:3      |

### Табела
Легенда:
|  | Пласирали се у Прву лигу |
|  | Пласирали се у бараж     |
|  | Играју бараж за опстанак |

| #  | Клуб                   | ИГ | П | ИЗ | ПД  | ПП  | ПР   | %     |
| -- | ---------------------- | -- | - | -- | --- | --- | ---- | ----- |
| 1. | Блек хорнетси Јагодина | 5  | 5 | 0  | 175 | 35  | +140 | 1.000 |
| 2. | Мамутси Кикинда        | 5  | 3 | 2  | 122 | 63  | +59  | 0.600 |
| 3. | Голден берси Бор       | 5  | 3 | 2  | 83  | 34  | +47  | 0.600 |
| 4. | Ејнџел вориорси Чачак  | 5  | 3 | 2  | 102 | 91  | +11  | 0.600 |
| 5. | Пастуви Пожаревац      | 5  | 1 | 4  | 42  | 146 | -142 | 0.200 |
| 6. | Вајлд догси Нови Сад   | 5  | 0 | 5  | 7   | 160 | -153 | 0.000 |

ИГ = одиграо, П = победио, ИЗ = изгубио, ПД = поена дао, ПП = поена примио, ПР = поен-разлика, % = проценат успешности

## Бараж за опстанак
| Датум       | Клуб                 | Клуб                  | Резултат |
| ----------- | -------------------- | --------------------- | -------- |
| 2. јул 2017 | Вајлд догси Нови Сад | Ројал краунси Краљево | 13:7     |